# Дентиньо
Бру́но Ферре́йра Бонфин (порт.-браз. Bruno Ferreira Bonfim; 19 января 1989 года, Сан-Паулу, Бразилия), известный как Денти́ньо (Dentinho) — бразильский футболист, полузащитник клуба «Бразильенсе». Выступал за молодёжную сборную Бразилии.

## Карьера

### Клубная
В составе «Коринтианса» дебютировал в 2007 году в матче с «Палмейрасом». Первый гол за команду забил в Лиге Паулиста в ворота «Флуминенсе». В 2008 году стал одним из лидеров команды и помог «Коринтиансу» возвратится в Серию А. В 2008 году появлялась информация о интересе к Дентиньо со стороны, таких клубов как: «Арсенал», «Барселона» и «Реал», а позже со стороны: «Бенфики», «Валенсии», «Дженоа», «Интернационале», «Лиона», «Наполи», «Ромы», «Фенербахче», «Ювентуса» и российских клубов «Зенита» и ЦСКА.
Открыл счёт голам в «Кубке Либертадорес» 10 марта 2010 года, забив колумбийскому клубу «Индепендьенте Медельин». За «Коринтианс» выступал сначала под 31 номером, потом под 11.
Его контракт с клубом был рассчитан до 2013 года.
18 мая 2011 года на официальном сайте «Коринтианса» появилась информация о том, что Дентиньо переходит в донецкий «Шахтёр».
За время игры в «Коринтиансе» в период с 2007 по 2011 год сыграл 187 матчей, в которых забил 55 голов.
20 мая 2011 года официальный сайт «Шахтёра» подтвердил переход Дентиньо в стан команды, его контракт рассчитан на пять лет, клуб за него заплатил 7,5 миллионов евро.
В составе «Шахтёра» в Премьер-лиге Украины дебютировал 10 июля 2011 года в 1 туре сезона 2011/12 в домашнем матче на стадионе «Донбасс Арена» в игре против киевской «Оболони» (4:0), Дентиньо вышел на 57 минуте вместо Алекса Тейшейры, а на 63 минуте забил гол в ворота Игоря Березовского.
24 января 2013 года отправился в аренду в «Бешикташ».

### В сборной
В составе молодёжной сборной Бразилии до 20 лет Дентиньо выиграл молодёжный чемпионат Южной Америки в 2009 году. На турнире за 6 матчей он забил один гол в ворота Чили (1:2).
В 2011 году Дентиньо рассматривался как один из претендентов на попадание в национальную сборную Бразилии.
Пеле назвал Дентиньо лучшим молодым бразильским форвардом после Роналдо и сказал, что под правильным руководством он может стать лучшим в мире.

## Достижения
«Коринтианс»
- Победитель чемпионата Бразилии (Серии В): 2008
- Победитель Лиги Паулиста: 2009
- Обладатель Кубка Бразилии: 2009

«Шахтёр» (Донецк)
- Чемпион Украины (6): 2011/12, 2013/14, 2016/17, 2017/18, 2018/19, 2019/20
- Обладатель Кубка Украины (5): 2011/12, 2015/16, 2016/17, 2017/18, 2018/19
- Обладатель Суперкубка Украины (5): 2012, 2014, 2015, 2017, 2021

Сборная Бразилии (до 20 лет)
- Чемпион Южной Америки среди молодёжных команд: 2009